# لوكاس إبيرتسبيرغر
لوكاس إبيرتسبيرغر (بالألمانية: Lukas Ibertsberger)‏ هو لاعب كرة قدم نمساوي، ولد في 6 أغسطس 2003.

## وصلات خارجية
- لوكاس إبيرتسبيرغر على موقع قاعدة بيانات كرة القدم.إي يو (الإنجليزية)
- لوكاس إبيرتسبيرغر على موقع عالم كرة القدم.نت (الإنجليزية)